# Radomiak Radom
El Radomiak Radom es un club de fútbol de la ciudad de Radom, en Polonia, fundado en 1910. Actualmente milita en la Ekstraklasa, máxima categoría del fútbol polaco.

## Historia
El Radomiak Radom fue fundado en 1910 y durante la mayor parte de su historia militó en las categorías más bajas del sistema de ligas polaco. El club se afianzó en la segunda división a mediados de la década de 1970, logrando su primer ascenso a la Ekstraklasa en la temporada 1983/84 tras vencer en la última jornada al Hutnik Varsovia por 2-1. A pesar de que en su primer partido en la Ekstraklasa el Radomiak derrotó al Bałtyk Gdynia 3-0 en casa, su periplo por la máxima categoría finalizó al año siguiente. En la primera vuelta de la liga el Radomiak ocupaba el quinto lugar, siete puntos por detrás del líder, el Legia de Varsovia. No obstante, la segunda ronda de la liga resultó decepcionante para el equipo mazoviano, encadenando varias derrotas y terminando penúltimo en la tabla con 25 puntos, descendiendo junto al Wisła Cracovia.
El Radomiak sufrió varios altibajos a partir de los años ochenta, llegando incluso a jugar en la IV Liga entre 1996 y el año 2000. Después de un segundo puesto en la tercera división, el equipo ascendió a la I Liga en la temporada 2004/05. Dos años más tarde registró su mejor participación en la Copa de Polonia, alcanzando los cuartos de final tras vencer al LKS Poborszów, Odra Wodzisław Śląski y ŁKS Łódź, pero perdiendo por 4-1 contra el KS Cracovia.
En la campaña 2010/2011, el Radomiak consiguió una cuarta posición en la III Liga, ascendiendo al año siguiente a la II Liga después de haber quedado en primer lugar. Durante tres años estuvo compitiendo en tercera división, siendo descendido en la temporada 2014/15. En 2015 el Radomiak terminó noveno, pero la Asociación Polaca de Fútbol reorganizó cada una de las competiciones profesionales del fútbol polaco y diez de los dieciocho clubes de la II Liga descendieron, incluyendo el Radomiak. No obstante, regresó a dicha categoría en la siguiente temporada, venciendo al Wisła Sandomierz por 0-0 y 2-1 en los playoff de ascenso a la II Liga. Tras cuatro temporadas en tercera división, en 2019 finalizó en primera posición y ascendió a la I Liga después de trece años de ausencia, alcanzando un cuarto puesto en su primera temporada de vuelta a la división de plata que le permitió competir para lograr un puesto en la Ekstraklasa, aunque cayó derrotada ante el Warta Poznań en las eliminatorias. Un año más tarde, en la temporada 2020/21, el Radomiak se proclamó campeón de la I Liga y obtuvo el ascenso a primera división por primera vez en 36 años.

## Estadio
Juega sus partidos como local en el Estadio Braci Czachorów, con capacidad para 5 000 personas. Actualmente se encuentra en proceso de remodelación para ampliar el aforo a 15 000 asientos.

## Colores
Los colores tradicionales del Radomiak Radom son el verde y el blanco.

## Jugadores

### Jugadores destacados
- Ryszard Mrozek[11]
- Marian Czachor[12]
- Tadeusz Rusinowicz[13]
- Edmund Kryza
- Marek Wojdaszka[14]
- Tadeusz Wanat
- Stanisław Kosiec[11]
- Jerzy Osuch
- Henryk Bolesta
- Zygmunt Galas[11]

## Palmarés

### Torneos nacionales
- I Liga de Polonia (1): 2020/21
  - En 1984 es subcampeón de la I Liga de Polonia.